# Digimon World: Next Order
Digimon World: Next Order (デジモンワールド -next 0rder-, Dejimon Wārudo Next Order) est un jeu vidéo de rôle tiré de la franchise médiatique Digimon, développé par Bandai Namco Games, sorti uniquement au Japon le 17 mars 2016 sur la console portable PlayStation Vita.
Un portage sur console de salon pour PlayStation 4 sort à l'international le 27 janvier 2017 après des années d'absence de la franchise en Europe et bénéficie d'un doublage anglais intégrale, ainsi qu'une localisation française et d'une sortie physique en grande distribution.
Next Order reçoit des avis assez mitigés à sa sortie, certains critiques soulignant le caractère répétitif de sa jouabilité.
Six ans plus tard, un portage sort le 22 février 2023 sur PC via la plateforme Steam, et sur Nintendo Switch en achat digital et également en vente physique en France, à la différence de Digimon Survive, le précédent opus de la franchise,,.

## Scénario
L'histoire du jeu se centre sur deux personnages principaux potentiels : des lycéens japonais appelés Takuto (タクト) et Shiki (シキ). Takuto était fan de Digimon étant plus jeune, qui aurait même participé à des tournois internationaux. Lui et Shiki sont transportés dans le digimonde, où résident leurs partenaires Digimon, incluant Agumon, Gabumon, Biyomon, et Palmon. Ils sont rejoints par leur camarade de classe Kouta Hirose (広瀬コウタ, Hirose Kouta), partenaire avec Guilmon.

## Système de jeu
Digimon World: Next Order est un jeu vidéo de rôle en monde ouvert, dont le gameplay est similaire à celui de Digimon World, Re:Digitize, et Decode, mais avec un second partenaire digimon. Le joueur voyage dans un monde accompagné de ses deux digimon. Les combats se font par intelligence artificielle, le digimon combattant automatiquement tandis que le joueur le commande à distance en lui donnant des ordres.

## Développement
Digimon World: Next Order est initialement annoncé au V Jump en juillet 2015, qui prévoit une sortie du jeu au Japon d'ici 2016 sur console PlayStation Vita,. Une bande-annonce du jeu original est diffusée au Tokyo Game Show en septembre la même année, suivie d'une bande-annonce en anglais de Digimon Story: Cyber Sleuth. Les personnages et le jeu sont travaillés par le concepteur japonais Taiki. En octobre 2015, le site web officiel du jeu déploie plusieurs nouvelles captures d'écran incluant entre autres WarGreymon et Metalgarurumon.
Durant le Tokyo Game Show 2016, Bandai Namco annonce que le jeu sortira en 2017 en Occident uniquement via un portage sur PlayStation 4 en version physique et digitale laissant de côté la version PlayStation Vita. Le 17 novembre 2016, une vidéo officielle annonce la sortie européenne pour le 27 janvier 2017. Au Japon, cette version est intitulée Digimon World: Next Order International Edition.

## Accueil
L'opus PlayStation Vita de Digimon World: Next Order remporte une note de 33 sur 40 au magazine Weekly Famitsu, sur la base de critiques individuelles de 8, 8, 9 et 8, tandis que la version pour PlayStation 4 reçoit des critiques occidentales moyennes à mitigées, avec une note moyenne de 68 sur 100 sur le site d'évaluation Metacritic. Alisa McAloon de Destructoid relève les graphismes du titre, qui, selon elle, souffrent du fait que la version console est un portage d'une version portable pour la Vita, et qu'il « est truffé de petits défauts qui rappellent aux joueurs que ce à quoi ils jouent ne tire pas pleinement parti de la console pour laquelle ils l'ont acheté » et estime que le jeu plairait davantage aux fans de longue date de la série après près d'une décennie de sorties occidentales non localisées, déclarant qu'il « n'est pas sans défauts, mais c'est exactement le genre de jeu dont la série Digimon World avait besoin après un hiatus chez nous ». Derek Heemsbergen de RPGFan salue le nombre élevé de partenaires Digimon inclus dans le jeu, qui lui apporte de la variété, mais critique la jouabilité répétitive du titre, son histoire « banale » et ses commandes peu intuitives, qualifiant son menu et son système de combat de « désordonnés à presque tous les niveaux imaginables ». Martin Patiño, de PlayStation LifeStyle, déplore lui aussi le gameplay « sans fin » de Next Order, qui oblige les joueurs à effectuer des tâches répétitives pour pouvoir avancer, mais salue la grande quantité de contenu, notamment les quêtes annexes et la possibilité d'élever les compagnons Digimon du joueur.

### Ventes
L'opus Vita atteint les classements des ventes japonais Media Create à sa première semaine de sortie, en tant que 2e jeu le plus vendu dans le pays, avec 64 218 exemplaires vendus ; et se vend au total à 77 758 exemplaires à la fin de l'année 2016, devenant le 98e soft le plus vendu cette année-là. La version PlayStation 4 débute à la 13e place des classements japonais, en se vendant à 5 930 exemplaires dès sa première semaine. Au Royaume-Uni, Next Order a été le 24e jeu le plus vendu la semaine de sa sortie.
En 2023, le portage Steam en 2023 se hisse à la 42e du classement mondial, et 57e du classement français des meilleures ventes à sa sortie.